# Псебайский район
Псебайский район — административно-территориальная единица в Краснодарском крае РСФСР, существовавшая в 1944—1962 годах.
- Район был образован 7 декабря 1944 года в составе Краснодарского края с центром в станице Псебайской за счет разукрупнения Мостовского района. Первоначально район включал в себя 9 сельских советов: Азиатский, Андрюковский, Баговский, Бугунжинский, Псебайский, Псеменовский, Соленый, Чернореченский, Шедокский.
- 22 августа 1953 года в состав района вошли 3 сельсовета упразднённого Мостовского района: Баракаевский, Бесленеевский, Губский.
- 23 июня 1955 года в состав района были переданы 4 сельсовета из Ярославского района: Беноковский, Мостовской, Переправненский, Хамкетинский.
- 23 февраля 1960 года в состав Карачаево-Черкесской области был передан Курджиновский сельсовет.
- 28 апреля 1962 года Псебайский район был упразднен, его территория вошла в состав Лабинского района.